# Torneo de las Cinco Naciones 1960
El Torneo de las Cinco Naciones de 1960 fue la 66° edición del principal Torneo del hemisferio norte de rugby.
El torneo fue compartido entre Inglaterra y Francia.

## Clasificación
| Lugar | Selección  | Partidos | Partidos | Partidos  | Partidos | Puntos  | Puntos    | Puntos | Tabla de puntos |
| Lugar | Selección  | Jugados  | Ganados  | Empatados | Perdidos | A favor | En contra | dif.   | Tabla de puntos |
| ----- | ---------- | -------- | -------- | --------- | -------- | ------- | --------- | ------ | --------------- |
| 1     | Francia    | 4        | 3        | 1         | 0        | 55      | 28        | +27    | 7               |
| 1     | Inglaterra | 4        | 3        | 1         | 0        | 46      | 26        | +20    | 7               |
| 3     | Gales      | 4        | 2        | 0         | 2        | 32      | 39        | -7     | 4               |
| 4     | Escocia    | 4        | 1        | 0         | 3        | 29      | 47        | -18    | 2               |
| 5     | Irlanda    | 4        | 0        | 0         | 4        | 25      | 47        | -22    | 0               |

## Resultados
| 9 de enero | Escocia | 11 - 13 | Francia | Estadio Murrayfield, Edimburgo |  |

| 16 de enero | Inglaterra | 14 - 6 | Gales | Twickenham Stadium, Londres |  |

| 6 de febrero | Gales | 8 - 0 | Escocia | Cardiff Arms Park, Cardiff |  |

| 13 de febrero | Inglaterra | 8 - 5 | Irlanda | Twickenham Stadium, Londres |  |

| 27 de febrero | Francia | 3 - 3 | Inglaterra | Stade Olympique Yves-du-Manoir, Colombes |  |

| 27 de febrero | Irlanda | 5 - 6 | Escocia | Lansdowne Road, Dublín |  |

| 12 de marzo | Irlanda | 9 - 10 | Gales | Lansdowne Road, Dublín |  |

| 19 de marzo | Escocia | 12 - 21 | Inglaterra | Estadio Murrayfield, Edimburgo |  |

| 26 de marzo | Gales | 8 - 16 | Francia | Cardiff Arms Park, Cardiff |  |

| 9 de abril | Francia | 23 - 6 | Irlanda | Stade Olympique Yves-du-Manoir, Colombes |  |

## Premios especiales
- Triple Corona:  Inglaterra
- Copa Calcuta:  Inglaterra